# William Vickrey
William Spencer Vickrey (* 21. Juni 1914 in Victoria, British Columbia; † 11. Oktober 1996 in Harrison, New York) war ein Ökonom und Universitätsprofessor in den Vereinigten Staaten. Im Jahr 1996 erhielt er gemeinsam mit James Mirrlees den Alfred-Nobel-Gedächtnispreis für Wirtschaftswissenschaften für seine Beiträge zur ökonomischen Theorie von Anreizen bei unterschiedlichen Graden von Information der Marktteilnehmer.

## Leben
William Vickrey wurde im kanadischen Victoria auf Vancouver Island geboren und absolvierte die Phillips Academy in Andover, Massachusetts. Anschließend studierte er Mathematik an der Yale University und erwarb 1935 den Abschluss Bachelor of Science. Anschließend begann Vickrey ein Master-Studium an der Columbia University in New York, das er 1937 abschloss. An derselben Universität wurde er 1947 zum Doktor promoviert.
Vickrey war 1946 Dozent an der Columbia-Universität in New York, nachdem er vorher als Steuerberater arbeitete, anschließend erhielt er eine Professur für Ökonomie. 1974 wurde er in die American Academy of Arts and Sciences gewählt, 1996 in die National Academy of Sciences.
Im Jahr 1992 stand Vickrey der American Economic Association als gewählter Präsident vor.

## Forschung
Vickreys Ergebnisse hatten direkten Einfluss auf die Tarifpolitik von Versicherungen und die Steuerpolitik. Er gab der Vickreyauktion seinen Namen, bei der geheim geboten wird, der Höchstbietende aber nur den Preis des zweithöchsten Gebotes bezahlt.
Den ihm verliehenen Alfred-Nobel-Gedächtnispreis für Wirtschaftswissenschaften, auch bekannt als Wirtschaftsnobelpreis, konnte er nicht mehr entgegennehmen, da er zwischen der Bekanntgabe und dem offiziellen Verleihungstermin am 10. Dezember 1996 verstarb.

## Schriften
- Counterspeculations, auctions, and competitive sealed tenders (1961)